# 千葉県立君津青葉高等学校
千葉県立君津青葉高等学校（ちばけんりつ きみつあおばこうとうがっこう）は、千葉県君津市青柳に所在する公立の高等学校。通称は「青葉」。　
2017年（平成29年）に創立100周年を迎えた。
天王原キャンパスをはじめ、いくつかのキャンパス（実習棟）を抱える。
地域によっては原付通学が許されている。
対象の生徒は君津警察署より講習を受ける。
地元の上総自動車教習所でも講習会を開いたこともある。

## 沿革
- 1916年（大正5年）
  - 4月1日 - 郡議会において小櫃農学校設立建議案可決される
  - 12月28日 - 君津郡立小櫃農学校設置について認可される[1]
- 1917年（大正6年）4月10日 - 久留里町市場の神明神社脇禊場の仮教室において開校式を挙行。この日を創立記念日とする
- 1923年（大正12年）4月1日 - 小櫃村外3か町村組合経営について認可される
- 1927年（昭和2年）3月31日 - 君津実業中等学校と改称
- 1929年（昭和4年）3月30日 - 千葉県に移管され千葉県立君津農林学校に改称[2]
- 1930年（昭和5年）9月1日 - 新校舎落成移転（天王原から現在地へ）
- 1931年（昭和6年）3月31日 - 専修科を設置
- 1943年（昭和18年）4月1日 - 農林科第一種および第二種の課程を設置[3]
- 1945年（昭和20年）4月1日 - 第二種課程の生徒募集を廃止
- 1947年（昭和22年）4月1日 - 学制改革により併設中学校を設置
- 1948年（昭和23年）
  - 4月1日 - 学制改革により新制高等学校である千葉県立君津農林高等学校に移行する。農業科と林業科を設置
  - 5月1日 - 定時制課程を設置
- 1950年（昭和25年）4月1日 - 農村家庭科を設置
- 1957年（昭和32年）4月1日 - 定時制課程廃止
- 1962年（昭和37年）4月1日 - 畜産科新設
- 1963年（昭和38年）3月31日 - 農村家庭科を生活科と改称
- 1972年（昭和47年）4月1日 - 農業土木科新設
- 1999年（平成11年）4月1日 - 総合学科を設置[4]、校名を現在の千葉県立君津青葉高等学校に変更

## 設置学科
- 総合学科
  - 普通系列
  - 商業系列
  - 環境系列
  - 食品系列　文化祭になると、パンを求める客で行列ができる。（現在は不明）
  - 農業系列
  - 土木系列
  - 家庭・福祉系列

## 部活動
| 体育系 - 陸上競技 - 野球 - 弓道 - 硬式テニス - サッカー (休部） - バドミントン - バレーボール - バスケットボール - 卓球 - レスリング同好会 | 文化系 - 吹奏楽 - 美術 - 書道 - 華道 - 情報処理 - クラシックギター - 生物 - 写真 - 茶道 - バイテク - 食物 - 被服 - 書道 - 園芸 同好会 - 食品加工同好会 - ボランティア同好会 - 森クラブ同好会 |

## アクセス
- JR久留里線久留里駅より徒歩15分

## 著名な卒業生
大和ヒロシ（プロレスラー）